# Kamil Oziemczuk
Kamil Oziemczuk (ur. 29 marca 1988 w Świdniku) – polski piłkarz grający na pozycji pomocnika.

## Kariera klubowa
Kamil Oziemczuk karierę piłkarską rozpoczynał w Górniku Łęczna, w którego barwach 12 czerwca 2005 roku zadebiutował w I lidze w wygranym 2:1 meczu z Zagłębiem Lubin. W sezonie 2005/2006 rozegrał łącznie 17 spotkań, strzelił także swojego pierwszego gola w najwyższej klasie rozgrywkowej – uczynił to w pojedynku przeciwko Legii Warszawa, przyczyniając się do zwycięstwa nad stołecznym zespołem. W styczniu 2006 roku tygodnik "Piłka Nożna" umieścił młodego piłkarza na drugim miejscu wśród najbardziej utalentowanych środkowych napastników w Polsce.
Latem 2006 roku Oziemczuk podpisał czteroletni kontrakt z AJ Auxerre. Francuski klub zainteresowany był pozyskaniem młodego zawodnika już w styczniu, ale wówczas do transferu nie doszło. Będąc graczem Auxerre piłkarz zmagał się z problemami zdrowotnymi i nie zadebiutował w Ligue 1. W 2008 roku powrócił do Polski, był bliski związania się umową z Górnikiem Zabrze, ale ostatecznie został graczem Motoru Lublin. W jego barwach przez półtora roku rozegrał w I lidze 35 meczów, natomiast w styczniu 2010 roku za porozumieniem stron rozwiązał swój kontrakt. Następnie przeszedł do Górnika Łęczna.
W lipcu 2016 został ponownie zawodnikiem Motoru Lublin. W lipcu 2018 podpisał kontrakt z Hetmanem Zamość.